# Bioindicador
Un bioindicador o indicador biològic, és una espècie (espècie indicadora) o grup d'espècies que reflecteixen fàcilment l'estat biòtic o abiòtic del medi ambient, l'impacte produït sobre un hàbitat, comunitat o ecosistema, o també indicar la diversitat d'un conjunt de taxons o biodiversitat en general d'una regió o hàbitat. Poden ser organismes tan variats com bacteris, protozous, líquens, insectes, aus o mamífers, dels que es fa un seguiment i s'infereix l'estat d'un ecosistema o del medi ambient allà on es troben (monitoratge). Els canvis observats en aquests organismes, poden ser genètics, bioquímics, fisiològics, morfològics, comportamentals o ecològics.

## Tipus de bioindicadors en funció de la seva aplicació
Els bioindicadors que tenen un objectiu mediambiental, fins ara, són els que s'han desenvolupat i utilitzat més que no pas els ecològics o de biodiversitat, sobretot els que fan servir els macroinvertebrats per fer el monitoratge de la pol·lució de les aigües dolces (rius, llacs i embassaments).

### Bioindicadorsmediambientals
És l'espècie o grup d'espècies, que davant d'una pertorbació o canvi en la situació mediambiental, hi responen previsiblement i d'una manera que pot ser fàcilment observada i quantificada. Es pot utilitzar ja sigui per a detectar un canvi en l'estat mediambiental o bé per a fer un seguiment (monitoratge) dels canvis d'aquest estat. L'organisme pot indicar l'existència d'unes condicions determinades de clima, sòl, temperatura, pol·lució, etc., d'una regió o hàbitat.
Es poden classificar en:
- Organismes sentinelles. Són organismes que s'introdueixen artificialment en un medi o hàbitat, per a fer de senyal d'alarma o per conèixer l'efecte d'un residu o efluent.
- Organismes detectors. Són organismes que ja es troben naturalment a l'àrea d'estudi, i poden mostrar una resposta davant el canvi ambiental.
- Organismes explotadors. Són els organismes on la seva presència indica una probabilitat de pertorbació o pol·lució.
- Organismes acumuladors. Són els organismes que emmagatzemen substàncies químiques en quantitats mesurables.
- Organismes de bioassaig. Són els organismes utilitzats com a reactius de laboratori per a detectar la presència i/o concentració de contaminants, i també per a ordenar els contaminants segons la seva toxicitat.

### Bioindicadorsecològics
És una espècie o grup taxonòmic sensible a la fragmentació de l'hàbitat, a la pol·lució, o a qualsevol causa d'estrès que degradi el sistema ecològic. D'aquestes espècies interessa, per exemple, l'augment i/o disminució de la seva població i els canvis en la seva distribució espacial. Un bon indicador ecològic ha de permetre identificar els factors d'estrès mediambiental, demostrar l'efecte d'aquest estrès sobre la biota, i que la seva resposta sigui representativa de la resposta d'almenys un altre subconjunt d'organismes o grup taxonòmic presents al mateix hàbitat. Es pot utilitzar ja sigui per a demostrar l'impacte d'un estrès sobre la biota, com també per a fer un seguiment (monitoratge) que aquest estrès continuat produeix sobre la biota.

### Bioindicadors de labiodiversitat
És una espècie, grup funcional o grup taxonòmic (gènere, tribu, família, ordre o una selecció d'espècies d'un rang superior), la diversitat dels quals reflecteix certa mesura de la biodiversitat (com la riquesa d'espècies o el nivell d'endemismes) d'un tàxon superior o d'una sèrie d'hàbitats. Es pot utilitzar ja sigui per a identificar la diversitat taxonòmica d'una àrea específica, com també per a fer un seguiment (monitoratge) dels canvis de biodiversitat, que es pot avaluar en molts nivells d'organització, com els caràcters genètics, espècies o ecosistemes. El flux d'energia també s'ha utilitzat per predir la biodiversitat.
Els bioindicadors són els principals, però no els únics, indicadors utilitzats per conèixer la salut i fer el seguiment (monitoratge) de la biodiversitat existent. L'Agència Europea del Medi Ambient (EEA), en el seu darrer informe Halting the loss of biodiversity by 2010: proposal for a first set of indicators to monitor progress in Europe, proposa un conjunt de 26 indicadors que inclouen, a més dels biològics, molts altres aspectes fisicoquímics, socials, econòmics, geogràfics i fins i tot polítics.

## Tipus de bioindicadors en funció dels ambients
Els organismes seleccionats com a bioindicadors poden pertànyer a quatre ambients generals de la biosfera que implicaran diferents metodologies d'anàlisi:

## Organismes utilitzats com a bioindicadors
Des d'una perspectiva taxonòmica, els organismes més utilitzats com a bioindicadors són les plantes (particularment els líquens com a indicadors de la pol·lució) i els animals invertebrats (inclosos insectes), car representen un 65% dels estudis científics publicats

### Bioindicadors microbians
Els microorganismes es poden utilitzar com indicadors de la salut d'un ecosistema aquàtic o terrestre. Existents en grans quantitats, els microorganismes són més fàcils de mostrejar que molts altres organismes. Quan són exposats a contaminants com el cadmi o el benzè, alguns microorganismes produeixen noves proteïnes, anomenades proteïnes de l'estrès, que es poden utilitzar com a primer sistema d'avís per a detectar inclús, uns nivells baixos de contaminació.
Per exemple, la densitat elevada d'Aeromonas en l'ambient aquàtic és indicativa del nivell tròfic de l'aigua (correlaciona amb el contingut de matèria orgànica) i, per tant, hom pot emprar-ne com a bioindicador del grau de qualitat de l'aigua.

### Bioindicadors vegetals
S'utilitzen en estudis florístics o fitosociològics tant qualitatius com quantitatius. Avaluar la presència o absència de certes plantes o altres vegetals en un ecosistema pot donar claus importants sobre la salut del medi ambient. També s'utilitzen altres estimacions basades en espècies individuals com el grau de vitalitat de l'organisme o la mesura del grau de contaminants emmagatzemats (organisme acumulador) o l'anàlisi de l'evolució d'individus trasplantats (organismes sentinelles).

#### Diatomees i algues en general

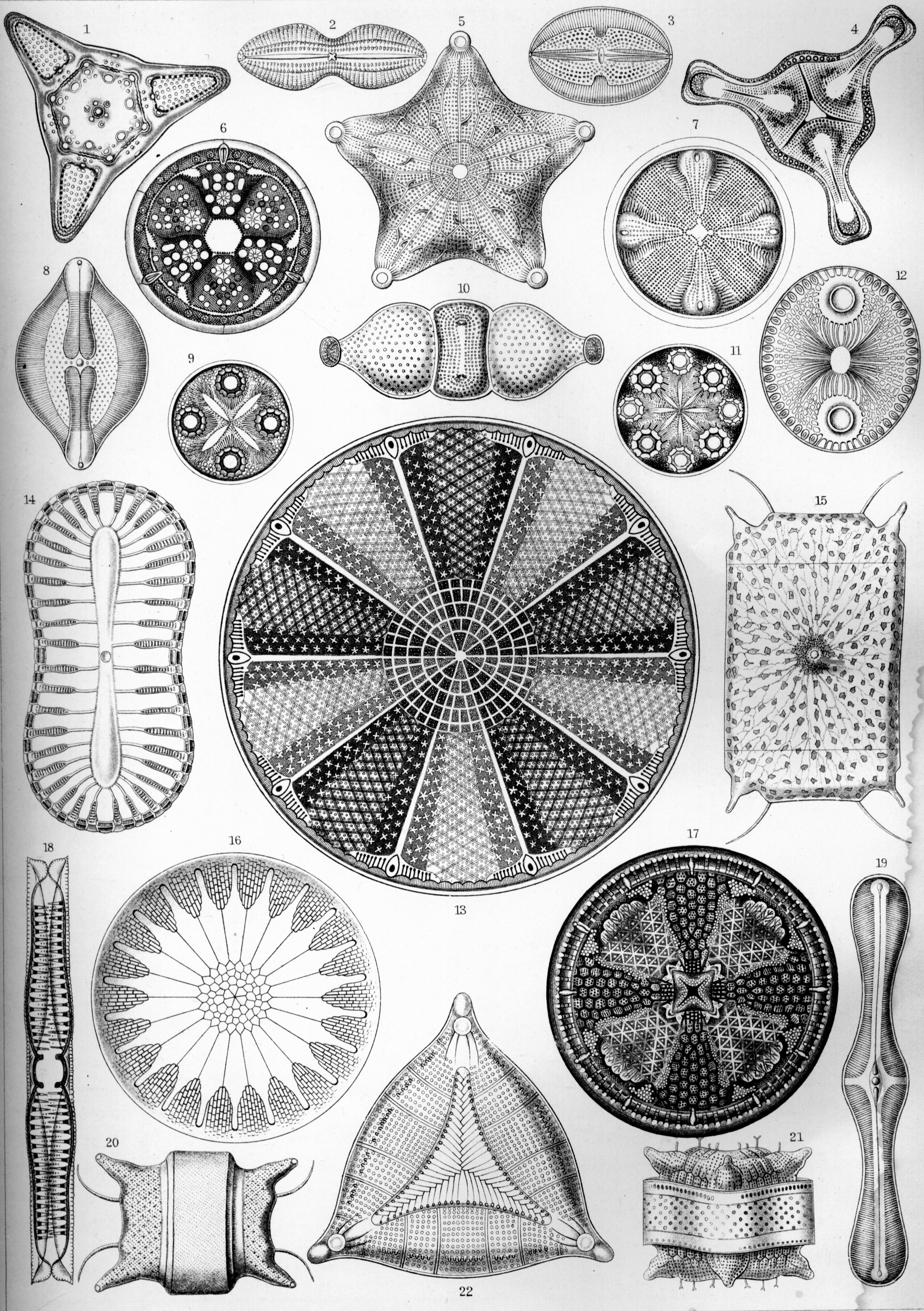
Làmina de Diatomees del llibre de Ernst Haeckel Kunstformen der Natur (1904)

Tradicionalment, per avaluar la qualitat de l'aigua dels rius es fan servir com a bioindicadors els macroinvertebrats i els peixos, els boscos de ribera i les anàlisis fisicoquímiques. En l'àmbit europeu, ja fa temps que les diatomees són emprades com a bioindicadors de la qualitat de l'aigua dels rius, i pel que fa a Catalunya, hi ha pocs estudis sobre diatomees epilítiques com a sensors mediambientals. Dins el fitobentos, les diatomees són uns excel·lents sensors naturals de la qualitat ambiental del medi. Són les algues més abundants en els ecosistemes fluvials, amb una àmplia distribució geogràfica i gran capacitat de colonitzar ambients de condicions extremes (medis molt contaminats, aigües d'alta muntanya, etcètera). Són molt sensibles a variacions i canvis químics de l'aigua, fins i tot en condicions límit per a altres organismes. Avui dia hi ha molta informació disponible de cada tàxon, especialment de les seves característiques ecològiques; a més, les mostres recollides es poden fixar i conservar en preparacions permanents amb resina Naphrax, i es poden fer servir més endavant per a nous estudis taxonòmics, revisar identificacions, capturar imatges digitals i disposar de mostres de referència.
En general, la composició i biomassa total d'espècies d'algues en sistemes aquàtics, serveix com un important mesura de la càrrega de contaminació i de nutrients orgànics com el nitrogen o el fòsfor.

#### Macròfits aquàtics. Praderies de posidònia

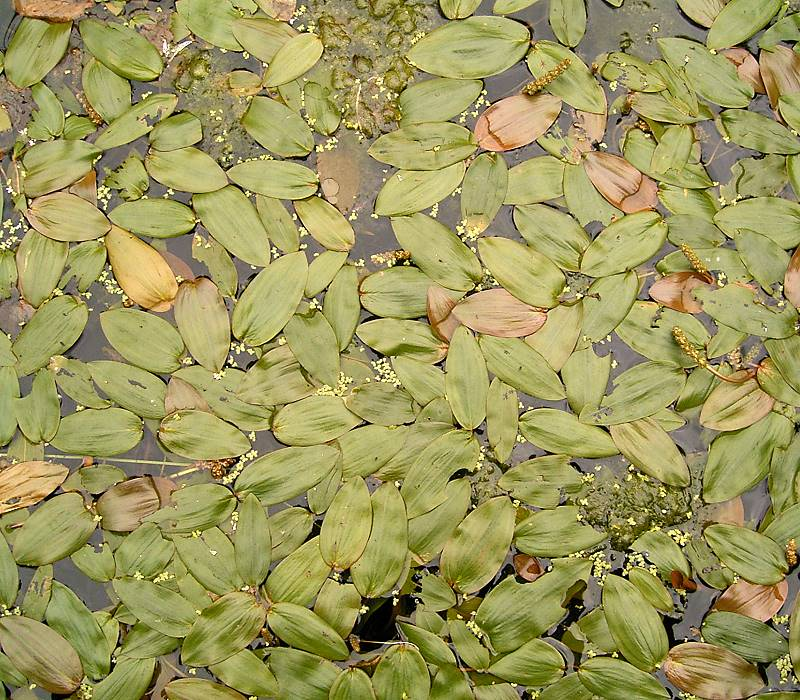
Potomageton natans

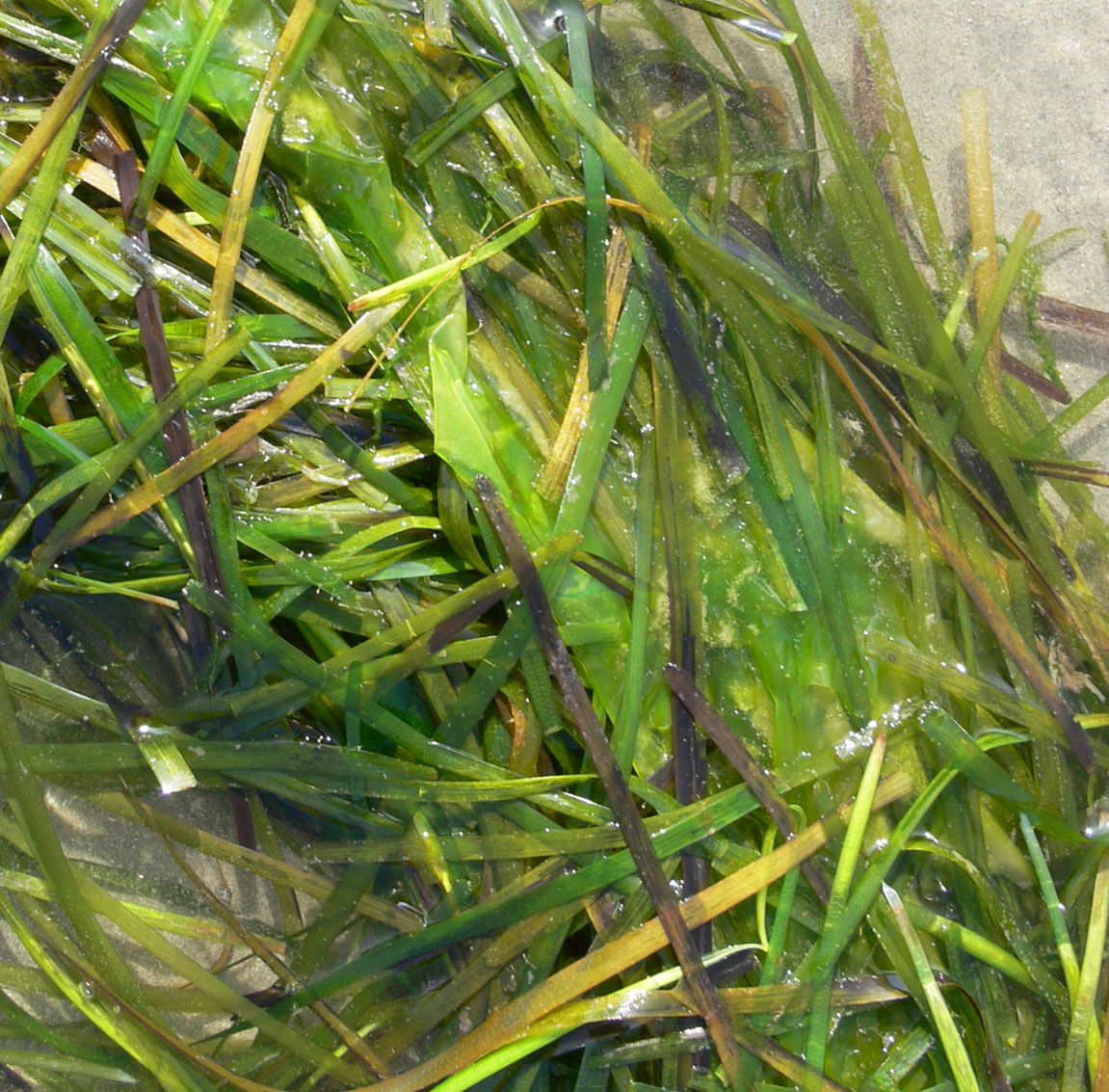
Posidonia

Són aquells organismes vegetals aquàtics visibles i fàcilment identificables a ull nu així com aquells que fan formacions que també ho són. Per tant, sota el nom de macròfit s'inclouen organismes vegetals diversos, que pertanyen fins i tot a grups allunyats. Normalment la flora bioindicadora són algues macroscòpiques (o formacions algals visibles), briòfits (molses i hepàtiques), pteridòfits i fanerògames:
Les praderies de posidònia, també anomenades alguers, sovint constitueixen ecosistemes dominants. Per exemple, a les illes Balears ocupen una extensió de fons marí d'entre 0 i 30 m (ocasionalment a més profunditat) superior a 1000 km². S'han constatat canvis importants a les zones on s'han examinat, que demostren la necessitat del mónitoratge de la praderia de Posidonia per a conèixer el seu estat i els canvis en aquesta, a la vegada d'utilitzar-les com bioindicador de l'ecosistema litoral en el seu conjunt. La creació d'una "Xarxa de Monitoratge de les Praderies de Posidònia a les Balears" correspon a la necessitat de determinar l'estat de salut dels alguers i conèixer com gestionar-los per a conservar aquest valuós hàbitat 

#### Líquens

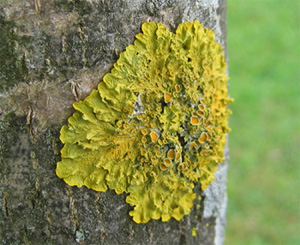
Liquen sobre l'escorça d'un arbre

Responen als canvis en la qualitat de l'aire, en el clima i en la biologia, estructura i conservació dels boscos. La desaparició de líquens en un bosc pot indicar estressos mediambientals, com nivells alts de diòxid de sofre, contaminants basats en el sofre, i òxids de nitrògens.
Els líquens, principalment els epífits, són reconeguts com a bons indicadors de la qualitat atmosfèrica, i han estat utilitzats arreu del món. El seu ús no es troba restringit solament als estudis puntuals al voltant de zones especialment conflictives (indústries, centrals tèrmiques, etc.) sinó també de grans extensions geogràfiques. La repetició periòdica dels estudis en àrees concretes permet fer un seguiment (monitoratge) dels líquens. Les variacions observades es poden correlacionar amb canvis en la concentració de contaminants en l'atmosfera. Un dels avantatges és que els líquens actuen com indicadors de la qualitat ambiental global: no podem aïllar l'efecte d'un contaminant de l'efecte d'altres contaminants ni del d'altres factors ecològics com la llum, la humitat, la temperatura, etc. A causa d'això, la correlació entre contaminació i el creixement dels líquens serà més bona com més contaminants (com SO₂, NO₃, Cu, Pb, Cl, etc.) es tinguin en compte. Com a conseqüència de l'alta sensibilitat enfront de les pertorbacions del medi, els líquens han estat utilitzats com a indicadors de "l'estat de salut" dels boscos, ja que certs tàxons o comunicats liquèniques ens poden servir per a valorar el grau de preservació de la massa forestal.

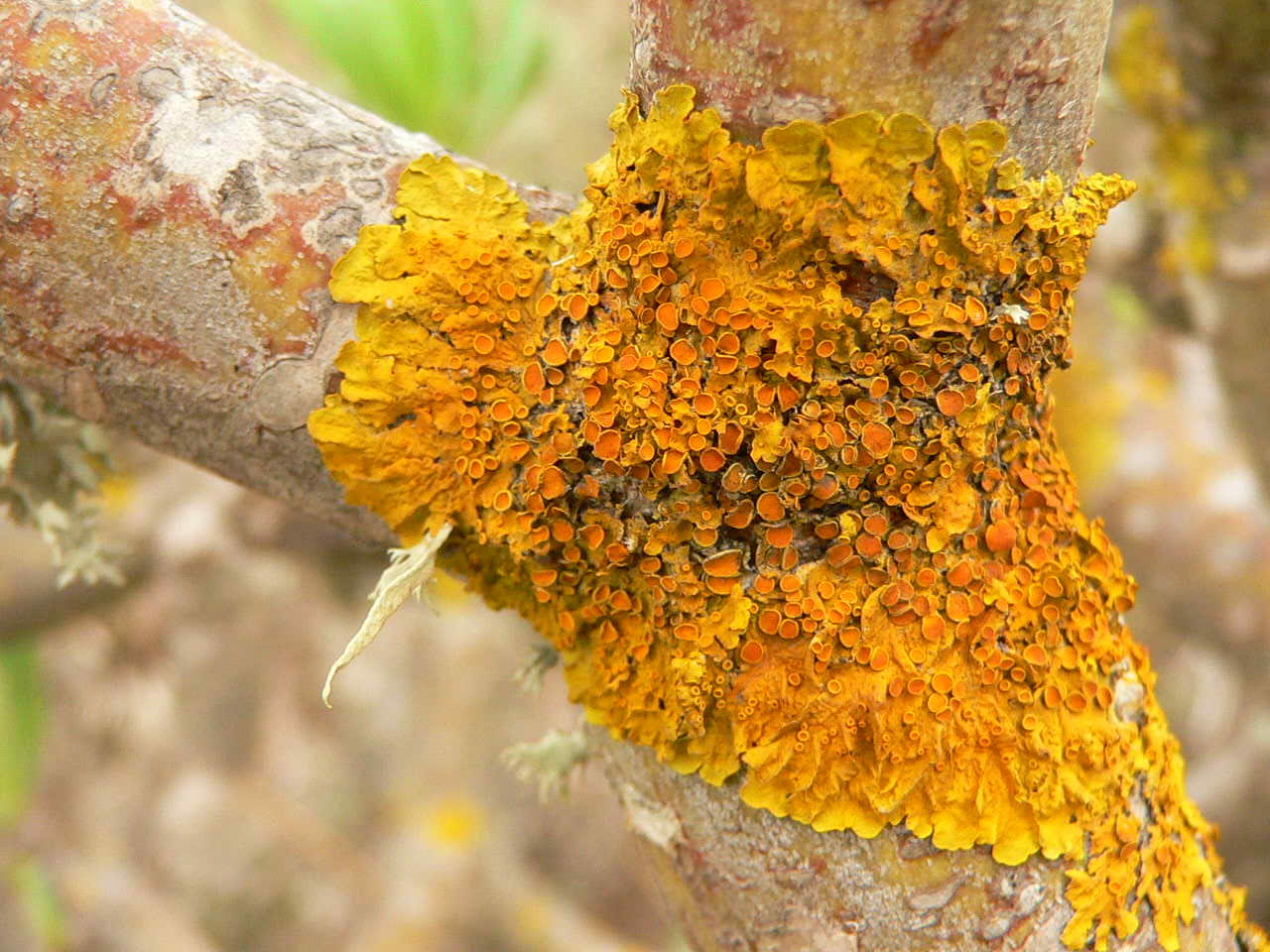
Liquen (Xanthoria parietina) creixent sobre l'escorça de l'arbre anomenat "tabaiba" (Euphorbia regis-jubae) a Gran Canaria

Idoneïtat dels líquens com a bioindicadors:
- No tenen estructures selectives o protectores (tipus epidermis) que actuïn de barrera davant les substàncies de l'ambient. El component que confereix estructura al liquen és fúngic, sense cel·lulosa ni lignina a les parets cel·lulars impermeables
- Estan mancats de mecanismes d'absorció activa dels substrat. La major part dels nutrients que utilitzen el líquens provenen de la deposició atmosfèrica
- L'absència de mecanisme d'eliminació dels contaminants, que s'acumulen en el tal·lus
- L'amplitud ecològica de les espècies, molt estricta i ben definida. Determinats canvis en la flora liquènica es poden relacionar amb canvis en les condicions del medi
- La diferent tolerància de les espècies a la contaminació permet d'establir una escala de tolerància i d'estimar diferents graus de qualitat atmosfèrica a partir de la flora liquènica
- La gran longevitat dels líquens, juntament amb el fet de ser metabòlicament actius durant tot o gairebé tot l'any (sense període de repòs fisiològic)

#### Plantes

##### La planta del tabac

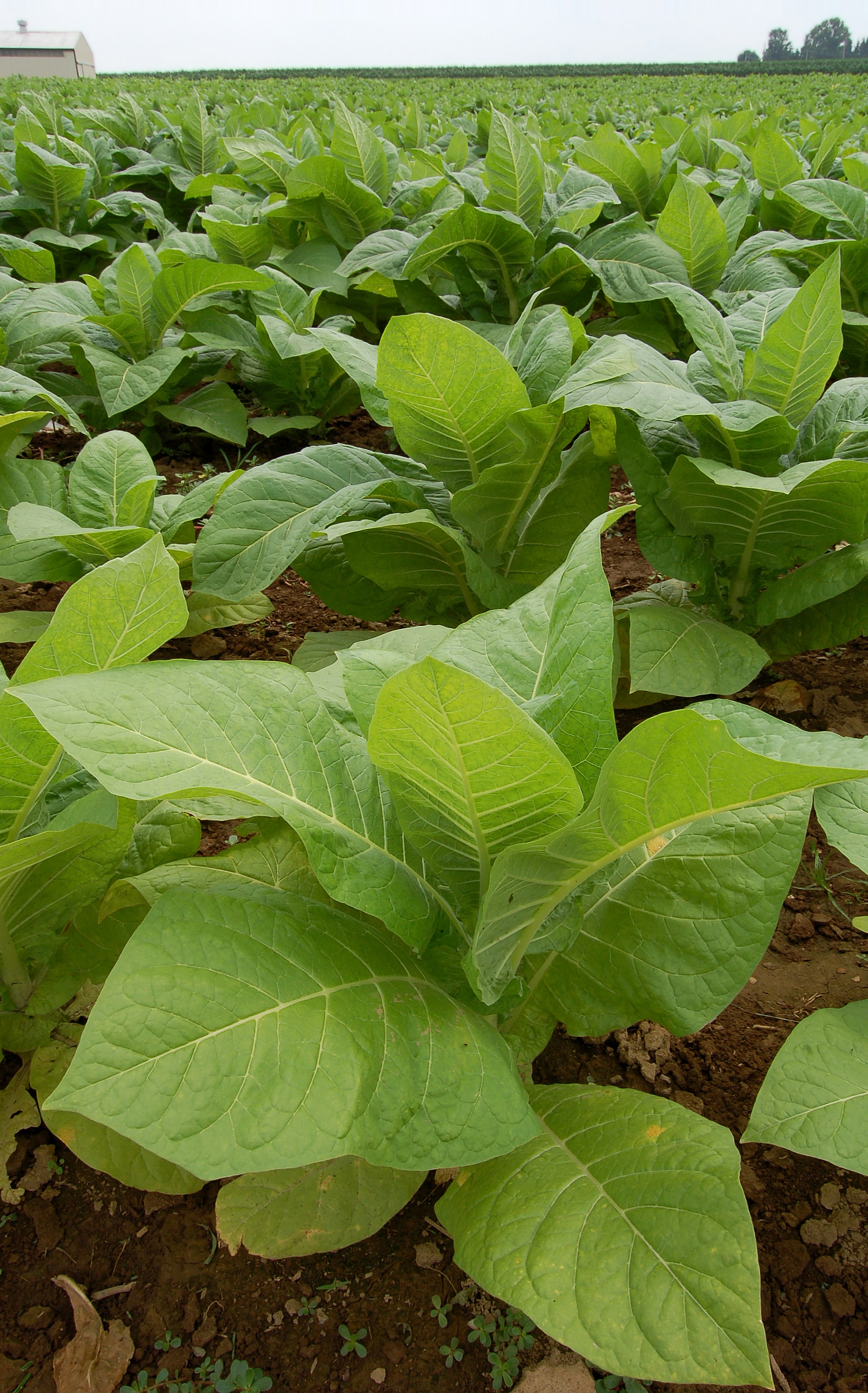
Camp de Nicotiana tabacum

La planta de tabac, Nicotiana tabacum, és una bona bioindicadora de l'ozó, car l'ozó produeix unes taques a les fulles fàcilment quantificables. Va ser la primera espècie en la que van ser descrits els danys per ozó (O₃) i el llindar de concentració per la formació dels mateixos

##### El trèvol i la mongetera
El trèvol (Trifolium sp.), i la mongetera (Phaseolus vulgaris), també són bons indicadors de l'O₃, i es poden fer estudis de comparació de la biomassa produïda. Totes aquestes plantes bioindicadores són per tant també molt útils per a fer un monitoratge.

##### Els estomes de les fulles
La densitat d'estomes de les fulles de les plantes varia en resposta al canvis dels nivells de diòxid de carboni (CO₂) atmosfèric i són pèr tant uns bons bioindicadors del canvi climàtic.

### Bioindicadors animals
Un augment o disminució en una població animal poden indicar danys a l'ecosistema provocat per la contaminació. Per exemple, si la contaminació provoca l'esgotament de fonts alimentàries importants, l'espècie animal dependent d'aquestes fonts alimentàries també serà reduïda en nombre. A més a més de controlar l'abundància de certa espècie, altres mecanismes d'indicació animal poden ser controlar la concentració de toxines en teixits animals, o controlar la proporció de deformitats que sorgeixen en poblacions animals.

#### Els foraminífers

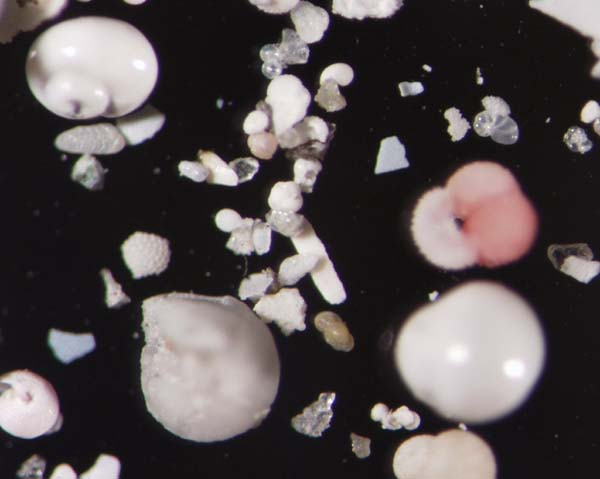
Foraminífers del fons marí Microscòpiques conquilles recollides en els sediments del Blake Ridge (Oceà Atlàntic) a 2150 m de fondària. Just a sota del gros cargol blanc de dalt a l'esquerra (0,25 mm de diàmetre), tenim el foraminífer bentònic Bolivina (triangular i allargat). Totes les altres grosses conquilles, inclosa la rosa (Gloobigerinoides), són foraminífers plantònics que han sedimentat de la superfície cap al fons de l'oceà

Els foraminífers tenen un gran interès en estudis bioestratigràfics i s'utilitzen per a la datació de sediments i també com a indicadors paleoecològics, però a més tenen un important paper en els cicles a escala global dels compostos orgànics i inorgànics. La seva enorme diversitat taxonòmica i distribució cosmopolita, els fa bons bioindicadors de diferents tipus de contaminació. Es conserven fàcilment permetent mostrar un registre dels canvis ambientals en el temps. Hi ha molts altres factors que els afavoreixen com a bioindicadors:
- són omnipresents en els ambients marins
- viuen a sobre i dins els sediments fent de somaders de la contaminació
- els foraminífers són relativament petits i abundants, la qual cosa permet que la mesura de les mostres siguin estadísticament significatives i que es recullin de manera ràpida i relativament poc costosa, i siguin per tant ideals per a programes de monitoratge
- la seva relativa curta vida individual, en comparació a la llarga vida colonial com a esculls de coral, permet diferenciar la disminució de la qualitat de l'aigua a llarg termini de la dels curts episodis d'estrès.

#### Els protozous
Front als indicadors directes (l'anàlisi físicoquímic) que mesuren les substàncies que causen la pol·lució de les aigües, els protozous s'utilitzen com a bioindicadors indirectes, car en els sistemes saprobis aquàtics contaminats, es produeix una successió característica, apareixent i desapareixent espècies de protozous, que es poden classificar en oligosaprobis, oligo-mesosaprobis, mesosaprobis i polisaprobis.

#### Macroinvertebrats aquàtics

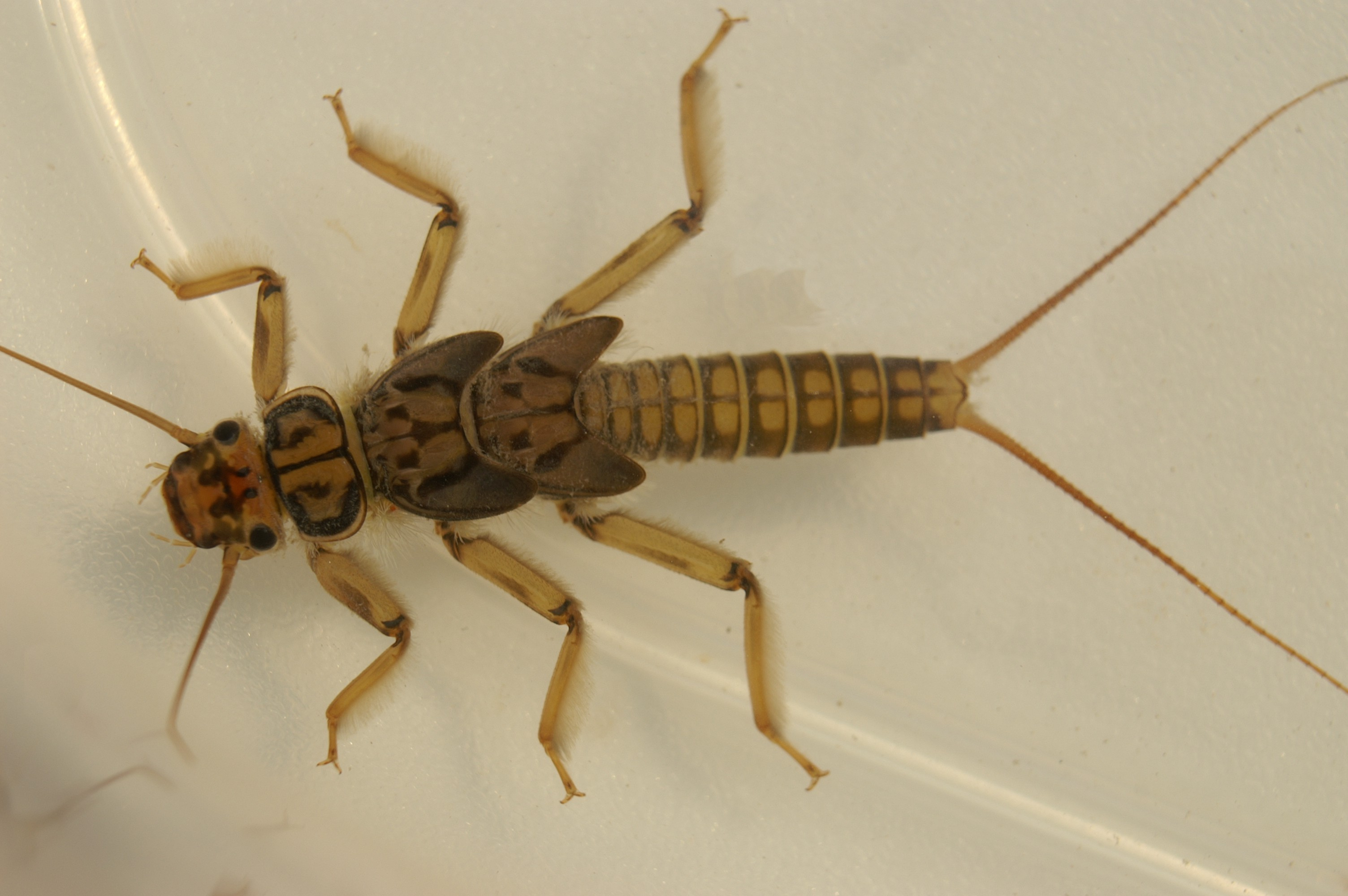
Plecòpter

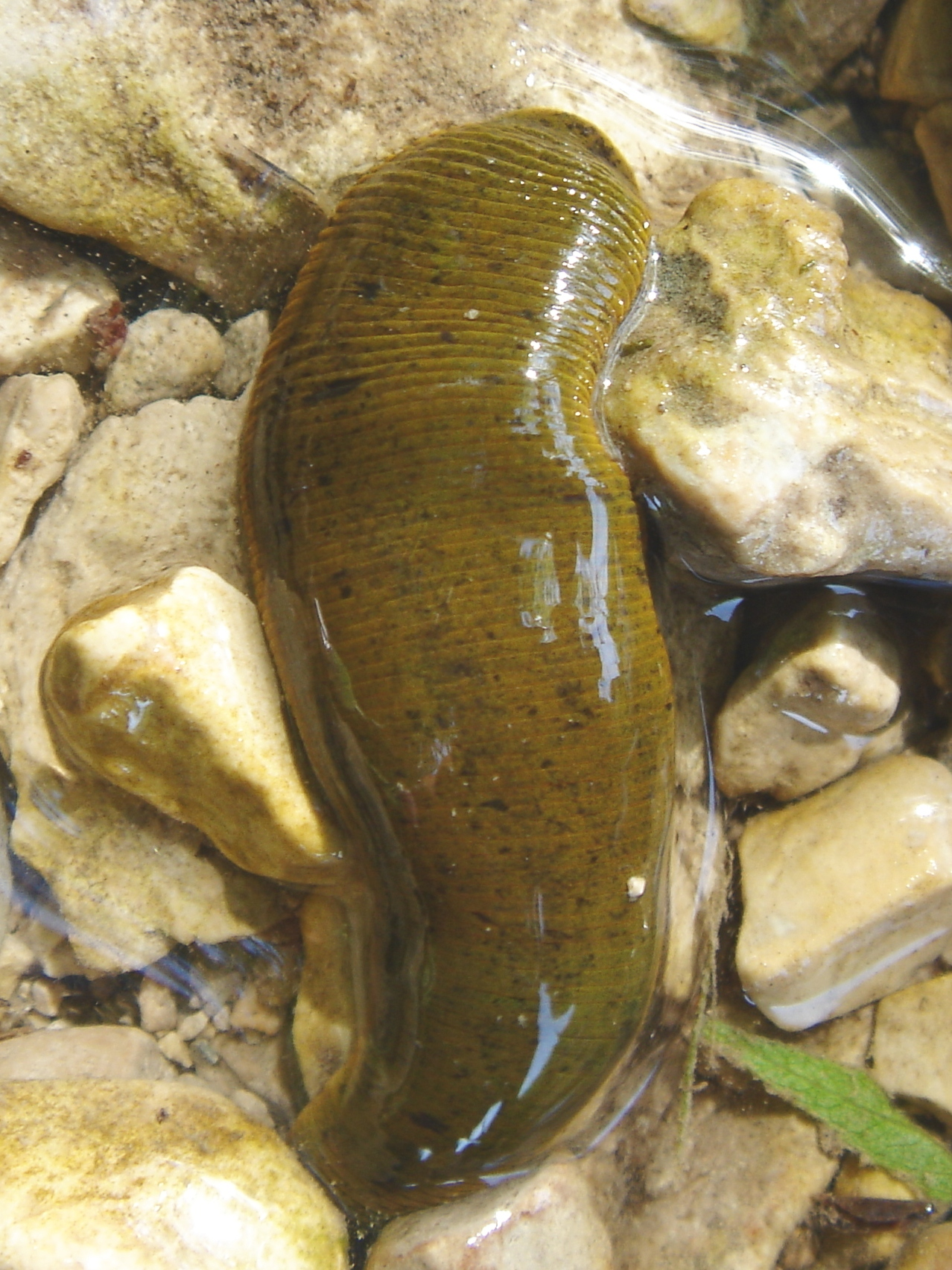
Sangonera

Sota la denominació de macroinvertebrats trobem el grup d'organismes més utilitzat com a bioindicadors de la qualitat de les aigües en els ecosistemes d'aigua dolça, especialment als rius. El constitueix un variat nombre de grups faunístics: turbelaris, anèl·lids (oligoquets i hirudinis), mol·luscos (gastròpodes i bivalves), crustacis (amfípodes, isòpodes i decàpodes) i insectes (plecòpters, efemeròpters, tricòpters, heteròpters, coleòpters, dípters i megalòpters), i àcars).
En els rius i torrents, l'índex biològic més emprat és el que comporta l'estudi de macroinvertebrats aquàtics. La utilització dels macroinvertebrats com a bioindicadors enfront d'altres grups d'organismes es basa en els motius següents:
- són sensibles diferencialment a diversos tipus de contaminants, i hi reaccionen amb rapidesa;
- són ubiquistes, abundants i relativament fàcils de recol·lectar i identificar;
- són quasi sempre sedentaris, i representen sovint les condicions locals;
- tenen una vida prou llarga per poder oferir un registre sobre la qualitat ambiental;
- són comunitats molt heterogènies amb representants de nombrosos grups.

L'índex BMWP (Biological Monitoring Working Party) es basa en la identificació de famílies de macroinvertebrats. Es calcula d'acord amb la presència o absència dels invertebrats i el valor indicador de cada una de les famílies A cada família se li dona un valor comprès entre 1 i 10. El valor 1 correspon a famílies que viuen en aigües molt contaminades i el 10 a famílies que no toleren la contaminació. La suma dels valors obtinguts de cada família ens donarà el grau de contaminació en el punt de mostratge. És el que majoritàriament es realitza per conèixer l'evolució de l'estat ecològic d'un ecosistema fluvial. El BMWPC és un índex biològic adaptat a les aigües dels nostres rius i als exosistemes mediterranis i, per tant, el més utilitzat per establir la qualitat de les aigües als rius catalans.

#### Lesformigues

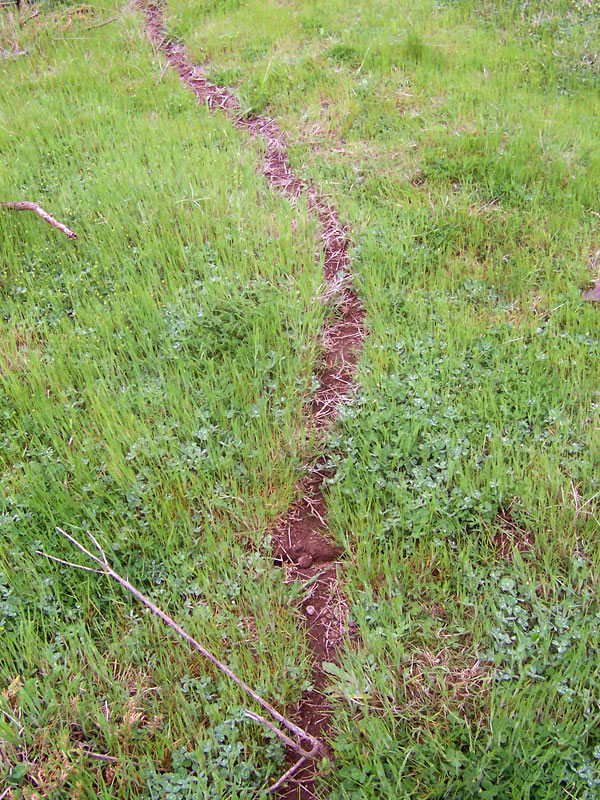
Camí de formigues en un prat

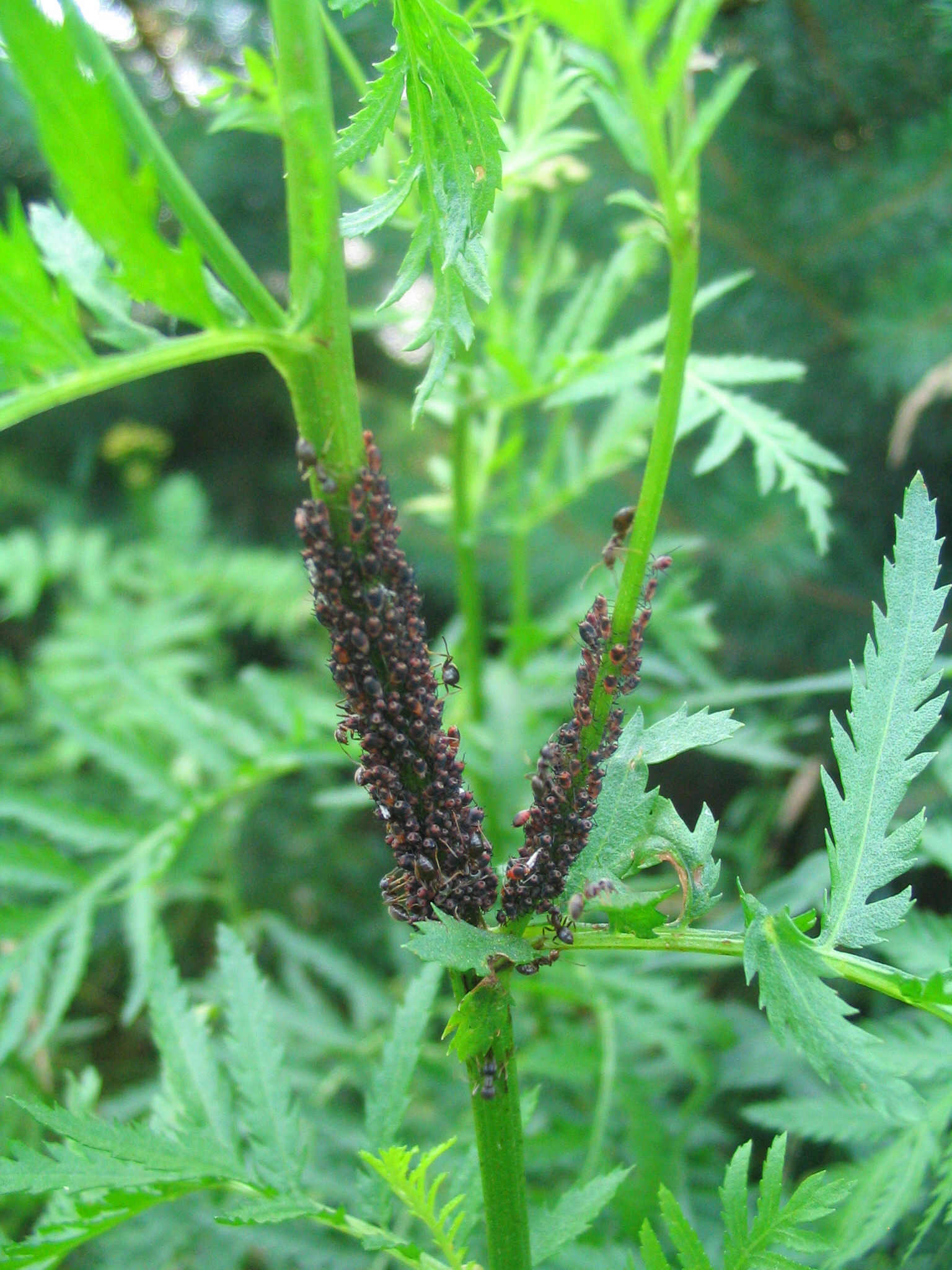
Formigues en simbiosi amb pugons

Les formigues són importants components dels ecosistemes no només per constituir en molts indrets una part significativa de la biomassa animal, sinó també per la seva important relació ecològica amb la resta de components de l'hàbitat com altres animals, plantes, microorganismes i organismes del sòl. A més, compleixen amb els cinc requisits perquè un tàxon sigui considerat un bon bioindicador
1. suficient distribució, abundància i diversitat
2. importància funcional en els ecosistemes
3. sensibles als canvis ambientals
4. facilitat de mostreig, classificació i identificació
5. permetre la interpretació dels canvis observats

A la zona mediterrània no hi ha massa tradició en utilitzar les formigues com a organismes bioindicadors. Un exemple el tenim en el recent document de l'Agència Europea de Medi Ambient, Halting the loss of biodiversity by 2010: proposal for a first set of indicators to monitor progress in Europe on, d'entre altres 26 indicadors generals, l'indicador (núm 1) que fa referència a "l'abundància i distribució d'espècies seleccionades" proposa les aus i les papallones com a grups preferents, grups que tradicionalment ja disposen d'uns programes consolidats com el ja mencionat Pla de Seguiment de Ropalòcers de Catalunya. Si bé l'indicador núm. 10 que fa referència a "espècies exòtiques invasores", dels 9 insectes llistats dos són formigues (Lasius neglectus i Linepithema humile). A més, les formigues han sigut utilitzades amb èxit com a organismes bioindicadors, freqüentment a Austràlia, també a Nord-amèrica i en menor mesura a Europa: Catalunya i Itàlia.

#### Els amfibis

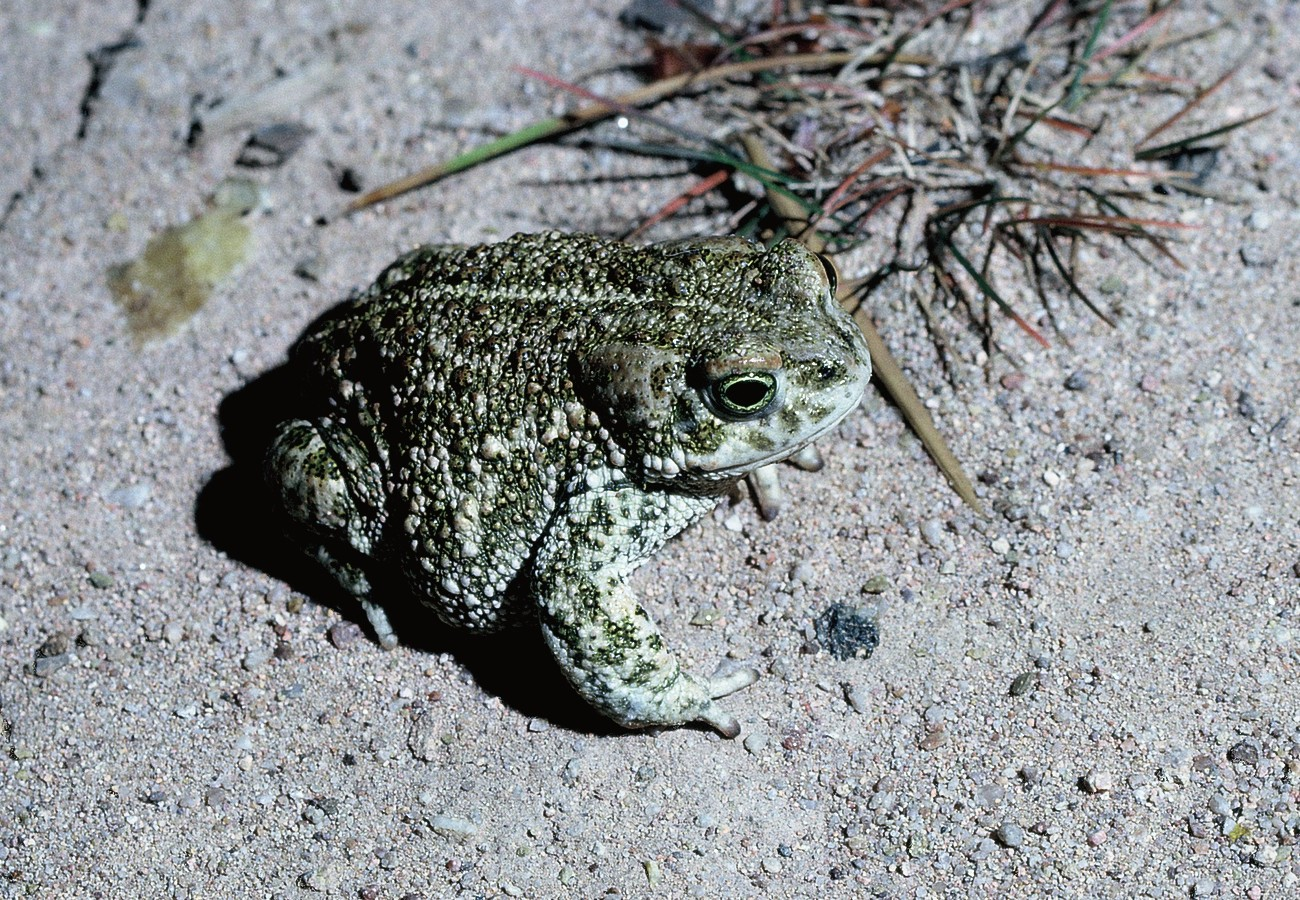
El gripau Bufo calamita'

Les característiques fisiològiques i ecològiques dels amfibis els defineixen com a animals altament sensibles als canvis del seu entorn. Per exemple, l'estat de les poblacions del gripau corredor (Bufo calamita), és considerat com un bon bioindicador de la salut del medi.
L'ecologia i fisiologia característica d'aquests grups d'animals fa que exerceixin un paper important com a indicadors de la salut global i resiliència del medi ambient. Al viure en ambdós tipus d'hàbitats, aquàtics i terrestres, estan exposats a contaminants propis dels dos medis. Interaccionen amb un ampli rang d'espècies, car són herbívors en l'estadi larvari i carnívors d'adults, i el fet que els amfibis no hagin sofert grans canvis des del Juràssic, evidencia les nefastes conseqüències que llur declivi podria tenir per a tots els hàbitats de la Terra.

#### Els peixos
L'exclusiva vida dels peixos dintre l'aigua els fa bons indicadors, ja que, com els altres organismes aquàtics, responen bé als canvis ambientals, tant físics com químics. En ser organismes amb cicles de vida llargs, integren la qualitat durant grans períodes. A més a més, algunes espècies se situen al capdamunt de la xarxa tròfica, de manera que estan influenciades, també, pel global de les comunitats aquàtiques. L'estudi de vida piscícola es realitza mitjançant pesca elèctrica, capturant les poblacions i tornant-les al riu després del seu estudi.

#### Les aus

##### El martinet blanc
L'au marina colonial o martinet blanc (Egretta garzetta) de la família dels ardeids, s'utilitza com a bioindicador per a detectar els nivells de contaminants i els seus efectes en diverses zones humides. Concretament s'analitza la quantitat de residus organoclorats acumulats en els seus ous.

##### La cigonya blanca
Les cigonyes (Ciconia ciconia) esdevenen un excel·lent indicador biològic de l'estat de salut ambiental del territori on resideixen. Cal, doncs, sensibilitzar la població de la importància en l'àmbit ambiental, de la presència d'aquesta espècie.

#### Els mamífers

##### La llúdriga
Les llúdrigues o llúdries són uns mamífers carnívors, de la família dels mustèlids, d'activitat nocturna i crepuscular. És l'animal protegit més amenaçat del nostre país, i és un bioindicador de primera magnitud de la qualitat de les aigües

##### L'home com a bioindicador
Els espermatozous de l'home, la fertilitat humana, la durada mitjana de la vida, o la taxa de càncers o d'altres malalties també formen part de les bateries de bioindicadors de l'estat del medi ambient. Són els integrants naturals més objectius dels impactes de les activitats humanes combinats amb la resta d'indicadors i bioindicadors mediambientals.

## Galeria d'imatges

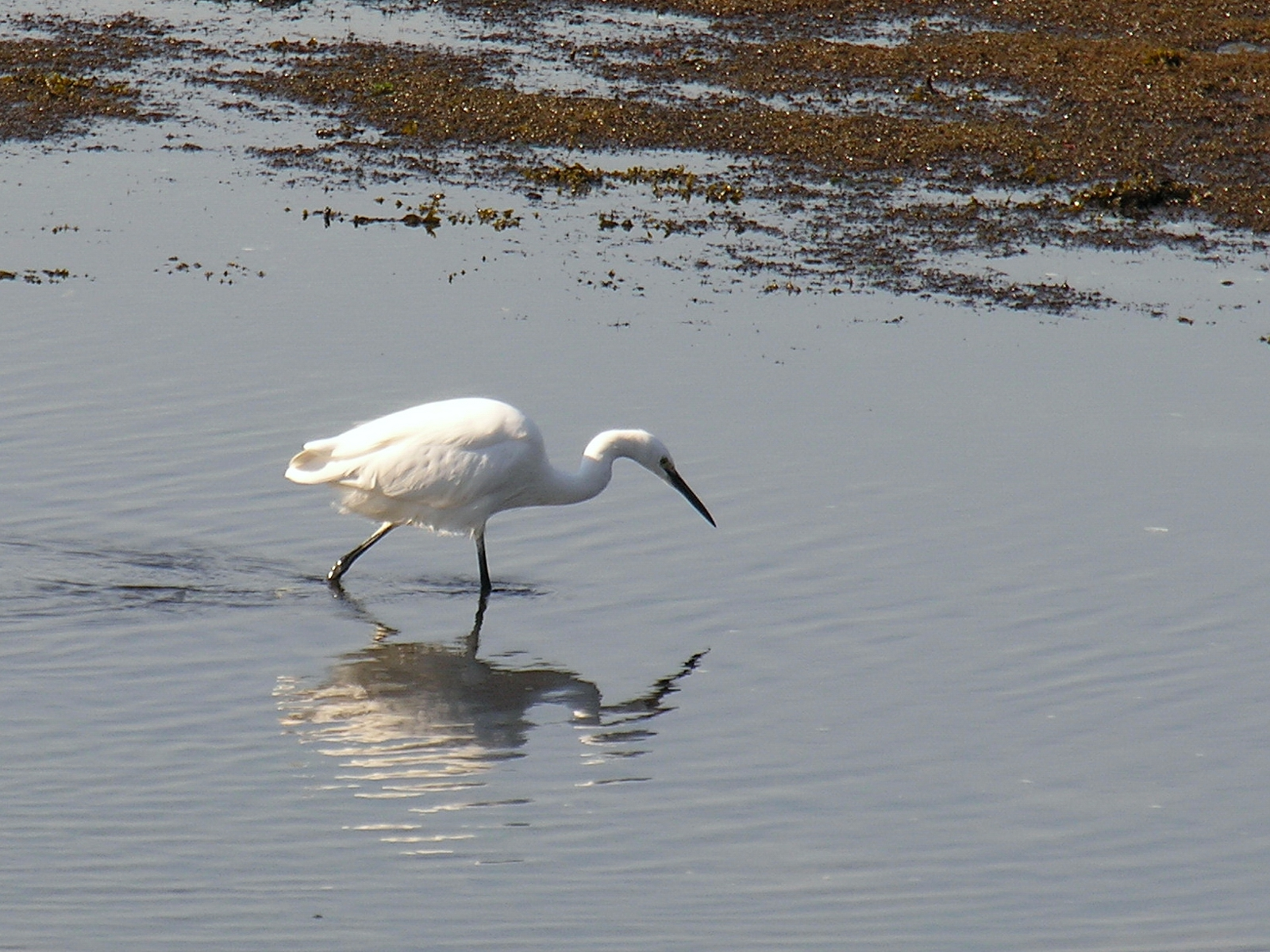
El martinet blanc (Egretta garzetta)
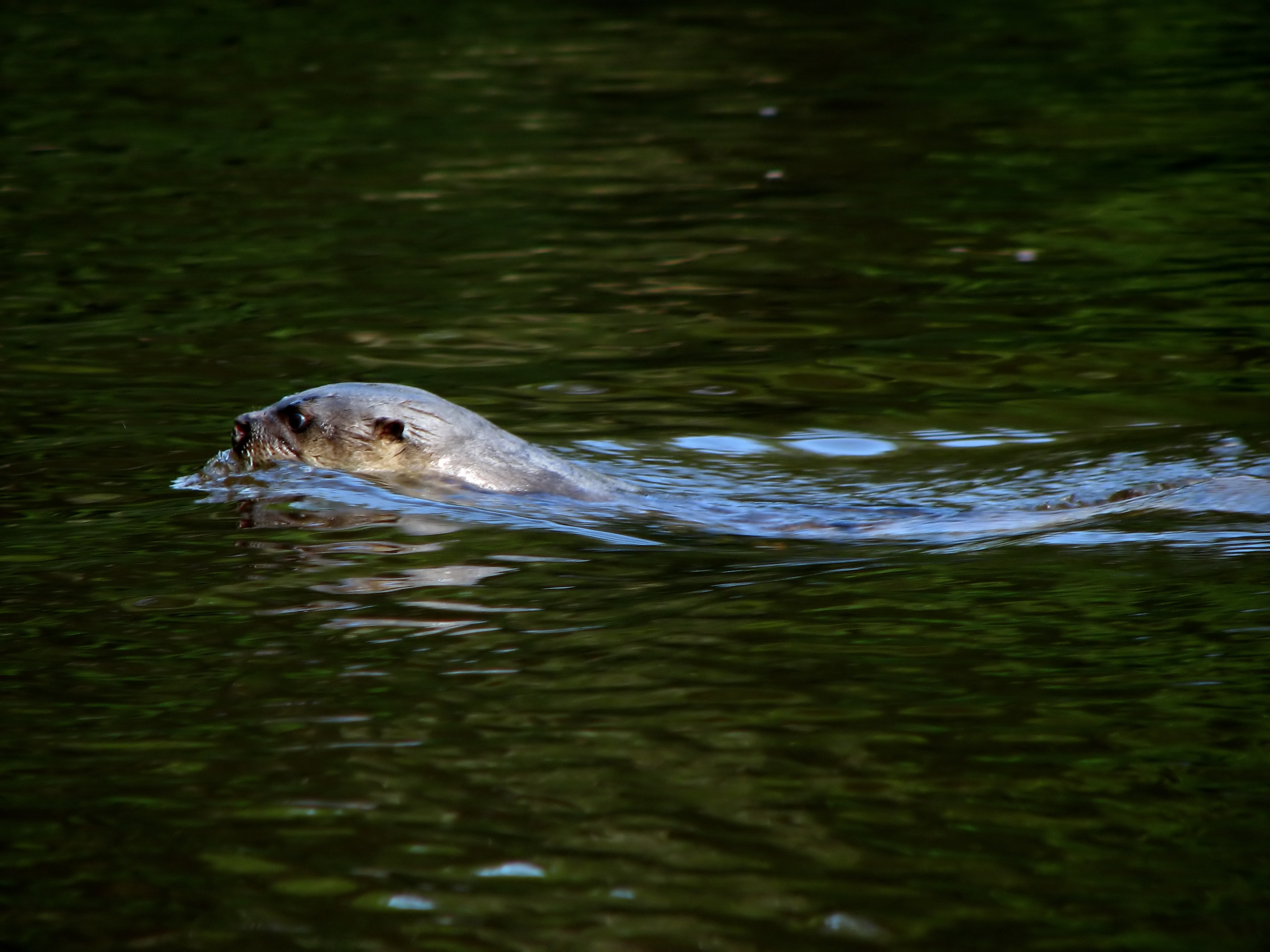
La llúdriga (Lutra longicaudis)